# Cratichneumon levis
Cratichneumon levis là một loài tò vò trong họ Ichneumonidae.